# Тельнов, Юрий Яковлевич
Юрий Яковлевич Тельнов (30 марта 1937, Москва — 14 июня 1989, Москва) — советский учёный, специалист в области разработки регистрирующей аппаратуры для физических измерений. Кандидат физико-математических наук.

## Биография
В 1960 году окончил Московский инженерно-физический институт (с 2009 года — Национальный исследовательский ядерный университет «МИФИ»).
В 1960—1971 гг. инженер, младший научный сотрудник в Физическом институте им. Лебедева АН СССР в лаборатории электронов высоких энергий.
В 1971—1989 гг. старший научный сотрудник, и. о. начальника лаборатории, начальник научно-исследовательской лаборатории НИИИТ (ВНИИА).

## Премии, награды
- Государственная премия СССР (1982) — за разработку и внедрение приборов для регистрации процессов при полигонных испытаниях ядерных зарядов.
- Медаль «Ветеран труда».